# Царський титулярник
«Велика государева книга або Корінь російських государів», відома також як «Царський Титулярник» — створений в 1672 році рукопис, багато ілюстрований портретами московських монархів і гербами московських та залежних він царів земель, найвідоміший і розкішний з титулярників (московських довідників-письмовників за титулами московських й іноземних над монарших осіб і політичних діячів, що складалися у XV-XIX ст. як допомога в дипломатичному листуванні).

## Історія створення
Книга була складена московським дипломатичним відомством за царювання Олексія Михайловича. Вона стала подарунком, піднесеним царю главою Посольського наказу боярином Артамоном Матвєєвим 23 травня 1672 р. (або ж була створена за наказом царя). Після піднесення її царю вона була залишена в Посольському наказі і була офіційним довідником, що містить інформацію дипломатичного характеру.

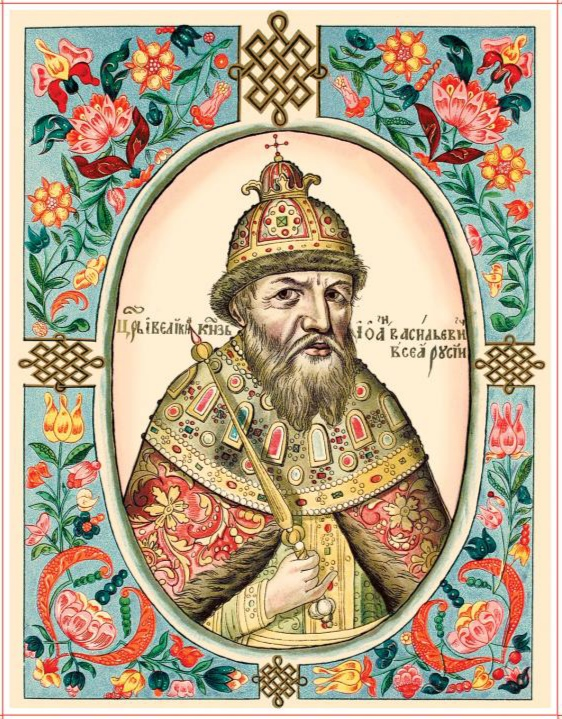
Портрет Івана Грозного

Після загибелі Матвєєва в 1682 р. текст «Титулярника» намагалися продовжити, з ним знайомили спадкоємців престолу, на нього посилалися, копіювали і видавали в XVIII ст., крім того, він став de facto першим гербовником Росії.
Книга була виготовлена в трьох (або ж, як вказується, в чотирьох) примірниках. Один зберігається в Російському державному архіві давніх актів, інший — в Державному Ермітажі, і ще один екземпляр — в Російській національній бібліотеці.
Згідно з наявними відомостями, перший екземпляр був залишений в Посольському наказі і для керівництва в роботі, і для показу приїжджим іноземцям, оскільки Олексія Михайловича не влаштував занадто великий розмір «Титулярника», він наказав скопіювати «в Верх» ще два примірники так само прикрашених, але меншого розміру. Один призначався для царевича Федора Олексійовича, а інший для самого царя. Книги були створені протягом кількох наступних років. Мініатюри рукописів відрізняються, в першу чергу, за різницею в орнаментованих квіткових рамках.

## Текст
Рукопис вважається не тільки видатною пам'яткою московського образотворчого і прикладного мистецтва, а й значним твором історичної і політико-дипломатичної думки. Текст «Титулярника» містить стислі відомості з московської історії та міфології, а також довідкову інформацію про титули зарубіжних государів, герби та печатки.
Його написали дипломат і письменник, виходець із Молдавії Микола Мілеску-Спафарій і піддячий Посольського наказу Петро Долгово.
Тематику й ідейний зміст книги становить теорія доказу законності та наступності династії Романових від роду Рюриковичів, а також її богообраність. Як відзначають радянські історики, «перед нами відверта проповідь ідей формування абсолютизму». Також автори тексту стосуються таких тем, як церковна влада на Московії (патріархи і патріаршество), а також справи посольські.
«В цілому дипломатична історія Московії простежується, починаючи від правління останнього Рюриковича Федора Івановича і до Михайла Федоровича Романова, але минаючи царювання Бориса Годунова і Смуту. Тим самим ще раз підкреслювався зв'язок царського дому з попередньою династією, зростаюче всесвітньо-історичне значення Московії. Можна сказати, що „Титулярник“ — це не тільки довідково-інформативне видання, але до того ж і перша книга з історії зовнішньої політики Московії».
Основою для опису історичних подій і взаємин з іноземними державами творцям «Титулярника» послужив багатий архів Посольського приказу. Також використані інші джерела, традиційні для авторів 2-й пол. XVII століття: «Степенна книга», «Тверднена грамота 1613 р. про обрання на Московську державу Михайла Федоровича Романова», «Новий літописець», «Сказання про свячення на патріаршество Філарета», акти земських соборів, сказання і повісті про Смутний час і князів Володимирських, статейні списки (звіти) московських послів і різні літописці.
Дослідники відзначають особливу увагу, приділеною авторами Кримському і Ногайському ханствам, в тому числі їх сучасному стану і політиці щодо Московії.

## Ілюстрації

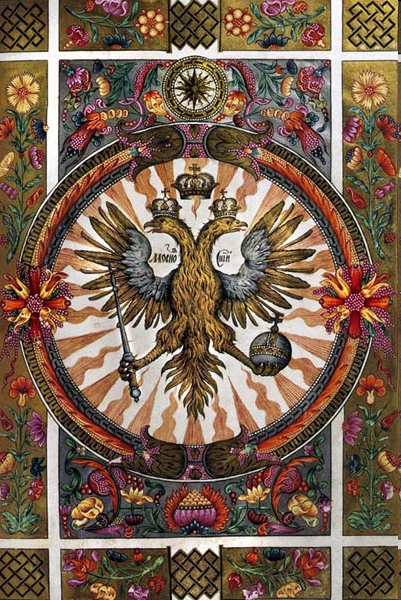
Сторінка з примірника РГАДА. «Титулярник» відкривається зображенням двоголового орла під трьома коронами, зі скіпетром і державою в лапах (без Єздєця на грудях). Підпис під малюнком проголошувала «Московський» — тобто двоголовий орел представлявся як герб Московської землі

Ілюстрації включають портрети московських князів і царів, патріархів, іноземних государів, зображення московських й іноземних гербів і печаток, а також численні заставки та ініціали. Над прикрасою «Титулярника» працювали кращі художники і золотописці Оружейної палати і Посольського приказу, в тому числі жалуваний іконописець Іван Максимов (учень Симона Ушакова), «золотописець» Григорій Благушин, патріарший іконописець Дмитро Львов, а також Федір Лопов, Матвій Андрєєв, спеціально викликаний з Твері до Москви для написання «персон» Макарій Мітін-Потапов і багато інших.
Книга виконана в стилі московського бароко. Всі портрети написані аквареллю із застосуванням золота і срібла і укладені в розкішні орнаментальні рамки.
- Портрети:
  - 30 портретів рюриковичів та московських великих князів і царів (від Рюрика до Олексія Михайловича)
  - 11 портретів Вселенських і Московських патріархів
  - 22 портрети іноземних монархів, сучасників Олексія Михайловича
- герби:
  - Герби (по суті, ще «малюнки емблем»[7]) московських 33 земель, назви яких були включені в великий государевий титул Олексія Михайловича. Це Київ, Володимир, Новгород, Казань, Астрахань, Сибір, Псков, Велике князівство Литовське, Смоленськ, Тверь, Волинь, Поділля, Югра, Перм, Вятка, Волзька Болгарія, Нижній Новгород, Чернігів, Рязань, Полоцьк, Ростов, Ярославль, Білозерськ, Удорский і Обдорський краї, Конда, Вітебськ, Мстиславль, Північна країна, Іверська земля, Карталія і Грузія, Кабарда, Черкесія[8].
  - Герби 16 іноземних держав.

В описі гербів використані силабічні вірші, що є одним з ранніх прикладів на вітчизняному ґрунті.

### Значення портретів
Книга є унікальною, тому що є найдавнішим джерелом, з якого дійшли до нас багато із зображень московських правителів. Зовнішній вигляд, наприклад, Івана Грозного, Федора Івановича, Бориса Годунова, Василя Шуйського або патріарха Філарета відомі в основному саме за цією книгою (прижиттєвих портретів трьох останніх взагалі не збереглося). Вважають, що автори портретів в Титулярнику спиралися на якийсь більш ранній матеріал — в іконах, фресках, «оригіналах» (збірниках зразкових описів чи зображень для іконописців).

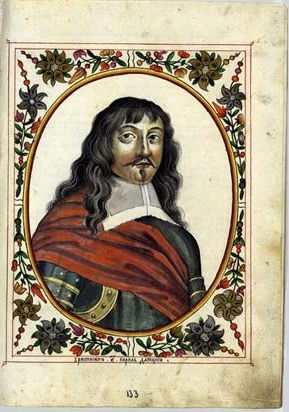
Портрет Крістіана V, короля Данії. Мініатюра з примірника РНБ

Портретні образи московських государів виконані в «реалістичній» техніці, незадовго до цього введеній до іконографії, і традиціям московського портрета, не так давно закладеним Симоном Ушаковим. Ці мініатюри — практично перші зразки московитів не парсунних портретних зображень, виконаних в техніці, яка демонструє польський і західноєвропейський вплив, вже не кажучи про вплив школи Ушакова.
«Ці ілюстрації відрізняються тонким мистецтвом і чудовою гостротою психологічних характеристик. Тут і вперте, з злими очима, енергійне обличчя патріарха Никона; і випещене, трохи пухке обличчя данського короля Крістіана; і франтуватий, скривлений герцог флорентійський Фердинанд. Етнографічно точно передані зображення хана Бухарського, турецького султана, грузинського царевича Миколи Давидовича та інших. Але поряд з цими, пройнятими рисами реалізму „портретами“, ми бачимо і глибоко традиційні і шаблонні зображення московських святителів і деяких московських государів і князів».
Крім того, галерея зображень князів і царів послужили найважливішим іконографічним джерелом для майстрів XVII і XVIII століть, що створювали твори на тему родоводу московських правителів за зразком, заданим «Титулярником» (наприклад, Чесменська серія медальйонів Федота Шубіна, кістяна пластина з царським родоводом роботи Якова Шубіна, серія портретів, різана майстром Йоганном Доршем та ін.).

### Значення гербів
«Царський Титулярник» у російській науці часто називається першим московським гербовником. Проте, цей почесний титул часом заперечується. Проблема пов'язана з тим, що герби «Титулярника», маючи вже всю іконографічну повноту і багатство сюжетів, тим не менш, не несуть в собі риси стилістичної чистоти. «Мабуть, лише умовно їх можна назвати гербами; скоріше це малюнки емблем, бо в них відсутні стилізація, притаманна гербу, певна геральдична орієнтація фігур, геральдична кольорова гамма».

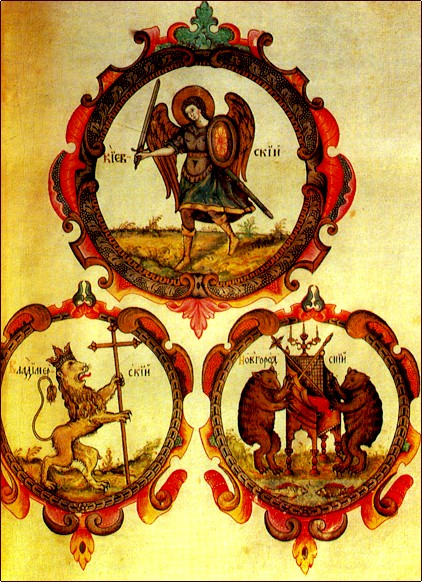
Земельні емблеми: київська, володимирська, новгородська

В оформленні гербів-емблем в «Титулярнику» були використані лише певні геральдичні прийоми, а, наприклад, щит, на якому поміщені символічні фігури, має нестандартну — круглу форму. Противники концепції «першого гербовника» також вказують, що «по-перше, створення рукопису не було пов'язано з узагальненням саме емблем та гербів; вони, поряд з портретами правителів, виконували лише функцію ілюстрацій. По-друге, самі зображення, що символізували московські землі і князівства, не можна однозначно трактувати як герби. Вони поєднують геральдичні (наприклад, наявність щита) і негеральдичні (недотримання правила поєднання кольорів, іконописне зображення фігур і ін.) ознаки, і їх логічніше визначити як протогерби. „Титулярник“, будучи цінним геральдичним джерелом, що не гербовник ні за змістом, ні за метою створення».
Як би там не було, саме в «Титулярнику» емблеми московських регіонів набувають характеру завершеності і майже без змін з'являються в створюваних потім земельних і міських гербах, оскільки він послужив головним джерелом натхнення авторів гербів наступних поколінь: коли при Петрі I місцевим адміністративним органам було наказано мати печатки з регіональною символікою, саме «Царський Титулярник» послужив джерелом для більшості гербів, що використовуються до сьогоднішнього часу.
Створена в 1722 році з ініціативи імператора особлива Герольдмейстерська контора, яка повинна була займатися наглядом за тим, щоб російські герби відповідали світовим, перебувала під керівництвом графа Франциска Санті, «товариша герольдмейстера». Він розіслав в російські губернії запити про їх адміністративну символіку, більшість з яких виявилися незадоволеними. «Навіть з володимирської та вятської канцелярій надійшли відповіді, що ніяких гербів у цих міст немає. Але ж вони були ще в „Титулярнику“, складеному за часів Олексія Михайловича!». Тому матеріал наявного під рукою «Титулярника», який надіслали до Герольдмейстерської контори з Колегії іноземних справ (колишній Посольський приказ) за розпорядженням Сенату, виявився вельми необхідним. Санті відредагував багато емблем згідно з європейськими геральдичним правилам, і вони стали називатися гербами — і дійсно відповідати цим назвам.
Так, звідти запозичені зображення для гербів Ростова (олень), Рязані (стоїть людина в стрілецькій, потім в князівській шапці, з шаблею або мечем в одній руці і піхвами — в інший), Вятки (виходить з хмари рука з луком, зарядженим стрілою), Пермі (ведмідь несе на спині Євангеліє) і тощо Таким чином, емблеми земель, зображені в «Титулярнику», згодом перетворилися в офіційні гербові символи, а сам «Царський Титулярник» все ж фактично виявився першим московським гербовником: «Титулярник з'явився для творців міських гербів основним джерелом, який використовували, починаючи з укладачів першого знаменного гербовника, всі герботворці. У Титулярнику з'явилися і нові емблеми, що вживаються згодом як міські».

### Публікації «Титулярника»
- Корень Российских государей (Царский титулярник) [Архівовано 7 жовтня 2021 у Wayback Machine.], РНБ, Ф.885, Эрм. 440
- Д. Ровинский. Материалы для русской иконографии, СПб, 1884—1890.
- Портреты, гербы и печати Большой государственной книги 1672 г. [Архівовано 16 лютого 2022 у Wayback Machine.] СПб., 1903.
- Царский Титулярник. В 2 т. / Под общей редакцией Ю. М. Эскина. М.: Культурно-просветительный фонд им. народного артиста Сергея Столярова, 2007. ISBN 978-5-89709-031-0. 1-й том — репринтное воспроизведение манускрипта, 2-й — расшифровка текста, а также исследования и комментарии.